# 第3回日刊體育日劇大賞
第2回← - 第3回 - 第4回→
第3回日刊體育日劇大賞是由日刊體育針對2000年播出的連續劇做出的投票。

## 最佳作品獎
- 美麗人生

## 最佳男主角
- 木村拓哉（美麗人生）

## 最佳女主角
- 常盤貴子（美麗人生）

## 最佳男配角
- 上川隆也 （灰姑娘夜未眠）

## 最佳女配角
- 水野美紀（美麗人生）

## 最佳新人獎
- 風間俊介（3年B組金八先生5）